# GOLDEN☆BEST 越美晴 RCA Years
『GOLDEN☆BEST 越美晴 RCA Years』（ゴールデン☆ベスト コシミハル アールシーエー イヤーズ）は、コシミハルのベスト・アルバム。2006年7月26日にBMG JAPANから発売。規格品番：BVCK-38118。

## 解説
さまざまなレコード会社から発売されている“ゴールデン☆ベスト”シリーズの中の1枚。RCAレコード在籍時に発売された『おもちゃ箱 第一幕』『On The Street MIHARU II』『Make Up』3枚のアルバムと7枚のシングルA面/B面全14曲から選曲。

## 収録曲
1. ラブ・ステップ　3:21
  - 1stシングル
2. あらぴあん・らぷそでい　4:17
  - 1stシングルC/W
3. 気まぐれハイウェイ　3:28
  - 2ndシングル
4. 夢を見させて　2:48
5. スヌーピー　2:13
6. 恋はファニー・フィーリング　3:07
7. 五月の風　3:49
  - 2ndシングルC/W
8. マイ・ブルーサマー　3:58
  - 3rdシングル
9. いい気なものね　3:22
  - 3rdシングルC/W
10. ストリート・ライフ　4:05
11. 立入禁止　3:31
  - 5thシングル
12. いたずら アンニュイ　3:17
  - 5thシングルC/W
13. 追憶　4:13
14. カルディアの海　4:06
  - 4thシングル
15. ハーバー・ライト　3:40
  - 4thシングルC/W
16. さりげなくジンジャーエール　3:57
  - 7thシングル
17. 赤い夜 蒼い朝　4:42
  - 6thシングル
18. 匿名希望　4:07
  - 6thシングルC/W
19. ミスターM　5:05
20. ポケットいっぱいのラブソング　5:50
  - 7thシングルC/W